# John Doeg
John Thomas Godfray Hope Doeg (* 7. Dezember 1908 in Guaymas, Sonora, Mexiko; † 27. April 1978 in Redding, Kalifornien) war ein US-amerikanischer Tennisspieler.

## Karriere
Doeg gewann 1930 die US Open in Forest Hills durch einen Finalerfolg über Frank Shields, nachdem er im Halbfinale die Tennislegende Bill Tilden bezwungen hatte. 1929 und 1930 gewann er bei den US Open zusammen mit George Lott auch das Herren-Doppel. 1930 stand er zusammen mit Lott in Wimbledon im Doppelfinale, verlor dort aber gegen Wilmer Allison und John Van Ryn.
Doeg war Linkshänder und ein Spezialist im Serve-and-Volley-Spiel. Er wurde 1962 in die International Tennis Hall of Fame aufgenommen.